# Edmund Ironside
Il feldmaresciallo William Edmund Ironside, I barone Ironside, GCB CMG DSO (Edimburgo, 6 maggio 1880 – Londra, 22 settembre 1959), è stato un ufficiale britannico che prestò servizio come capo di stato maggiore imperiale durante il primo anno della seconda guerra mondiale.
Ironside si unì alla Royal Artillery nel 1899 e prestò servizio durante la seconda guerra boera. Ciò seguito da un breve periodo di spionaggio delle forze coloniali tedesche in Africa Sud-Occidentale. Tornato in servizio regolare, prestò servizio nello stato maggiore della 6th Infantry Division durante i primi due anni della prima guerra mondiale, prima di essere nominato nello stato maggiore della neonata 4th Canadian Division nel 1916. Nel 1918 gli venne affidato il comando di una brigata sul fronte occidentale. Nel 1919 venne promosso al comando della Forza di intervento alleata nel nord della Russia. Ironside venne quindi assegnato a una forza alleata che occupava la Turchia e poi alle forze britanniche con sede in Persia nel 1921. Gli venne offerto il posto di comandante delle forze britanniche in Iraq, ma non fu in grado di ricoprire il ruolo a causa di ferite in un incidente di volo.
Tornò nell'esercito come comandante dello Staff College di Camberley, dove sostenne le idee di J. F. C. Fuller, sostenitore della meccanizzazione. In seguito comandò una divisione e distretti militari sia in Gran Bretagna che in India, ma la sua giovinezza e il suo approccio schietto limitarono le sue prospettive di carriera e dopo essere stato scartato per il ruolo di capo di stato maggiore imperiale (CIGS) nel 1937 divenne governatore di Gibilterra, una carica di sosta tradizionale alla pensione. Venne richiamato dall'"esilio" a metà del 1939, essendo nominato ispettore generale delle forze d'oltremare, un ruolo che portò la maggior parte degli osservatori ad aspettarsi che gli sarebbe stato dato il comando della Expeditionary Force (BEF) allo scoppio della guerra.
Tuttavia, dopo alcune manovre politiche, il generale Gort ricevette questo comando e Ironside venne nominato nuovo capo di stato maggiore imperiale. Lo stesso Ironside credeva di essere caratterialmente inadatto al lavoro, ma si sentiva obbligato ad accettarlo. All'inizio del 1940 sostenne fortemente l'intervento degli Alleati in Scandinavia, ma questo piano venne accantonato all'ultimo minuto quando finì la guerra d'Inverno finnico-sovietica. Durante l'invasione della Norvegia e la campagna di Francia recitò una piccola parte; il suo coinvolgimento in quest'ultima venne limitato da una rottura nei rapporti tra lui e Gort. Venne sostituito come CIGS alla fine di maggio e gli venne affidato un ruolo a cui era più adatto: comandante in capo delle Home Forces, responsabile delle difese anti-invasione e del comando dell'Esercito in caso di sbarco tedesco. Tuttavia, servì meno di due mesi in questo ruolo prima di essere sostituito. Successivamente, Ironside venne promosso a feldmaresciallo ed elevato al titolo di pari come barone Ironside.
Lord Ironside si ritirò a Morley Old Hall nel Norfolk per scrivere e non vide mai più un servizio attivo né ricoprì alcuna posizione ufficiale.

## Primi anni
Ironside nacque a Edimburgo, Scozia, il 6 maggio 1880. Suo padre, il chirurgo maggiore William Ironside della Royal Horse Artillery, morì poco dopo, lasciando la sua moglie vedova per allevare il figlio con una pensione militare. Poiché il costo della vita alla fine del XIX secolo era sostanzialmente inferiore nell'Europa continentale che in Gran Bretagna, ella viaggiò molto in tutto il continente, dove il giovane Edmund iniziò a imparare varie lingue straniere. Questa padronanza del linguaggio sarebbe diventata una delle caratteristiche distintive del suo carattere; alla mezza età, era abbastanza fluente da interpretare ufficialmente in sette anni, ed era abile in forse altri dieci.
Ha studiato nelle scuole di Saint Andrews prima di essere inviato alla Tonbridge School nel Kent per la sua istruzione secondaria; all'età di sedici anni lasciò Tonbridge per frequentare un crammer, non avendo mostrato molte promesse accademiche, e venne ammesso alla Royal Military Academy di Woolwich nel gennaio 1898, all'età di diciassette anni. A Woolwich fiorì, lavorando sodo nei suoi studi e nei suoi sport; iniziò a fare boxe e capitanò il rugby 2nd XV oltre a giocare per la Scozia. Si costituì per entrambi questi sport, alto sei piedi e quattro pollici e pesante diciassette pietre (108 kg), per cui venne soprannominato Tiny dai suoi compagni studenti. Il nome rimase e venne conosciuto con esso per il resto della sua vita.

## La guerra boera
Dopo aver frequentato la Royal Military Academy di Woolwich venne arruolato nell'esercito come sottotenente con la Royal Artillery il 25 giugno 1899. Nello stesso anno la sua unità, la 44ª Batteria della Royal Field Artillery, venne inviata in Sud Africa. Combatté durante la seconda guerra boera venendo ferito tre volte, e venne menzionato nei dispacci nel 1901. Venne anche promosso tenente il 16 febbraio 1901.
Alla fine della guerra, nel maggio 1902, era un membro della piccola forza che scortò Jan Smuts ai negoziati di pace. Poi si travestì da boero di lingua afrikaans, accettando un lavoro come autista di carri che lavorava per le forze coloniali tedesche nell'Africa Sud-Occidentale. Questo lavoro d'intelligence si concluse senza successo quando venne identificato, ma riuscì a scappare. Questa scappatella in seguito portò ad affermare che divenne il modello per Richard Hannay, un personaggio nei romanzi di John Buchan; Ironside era sempre divertito da questi romanzi quando leggeva di Mr. Standfast nell'ambientazione incredibilmente romantica del sedile del passeggero di un biplano con cabina di pilotaggio in volo dall'Iraq alla Persia. Lasciò Città del Capo sulla HMT Britannic all'inizio di ottobre 1902 e arrivò a Southampton più tardi nello stesso mese.
Ironside venne successivamente inviato in India, dove prestò servizio con la I Battery Royal Horse Artillery (RHA), e in Sud Africa, con la Y Battery RHA. Venne promosso a capitano nel febbraio 1908, nominato nello stato maggiore nel settembre dello stesso anno, e poi come maggiore di brigata nel giugno 1909. Tornò a casa nel settembre 1912, per frequentare lo Staff College di Camberley.

## Prima guerra mondiale

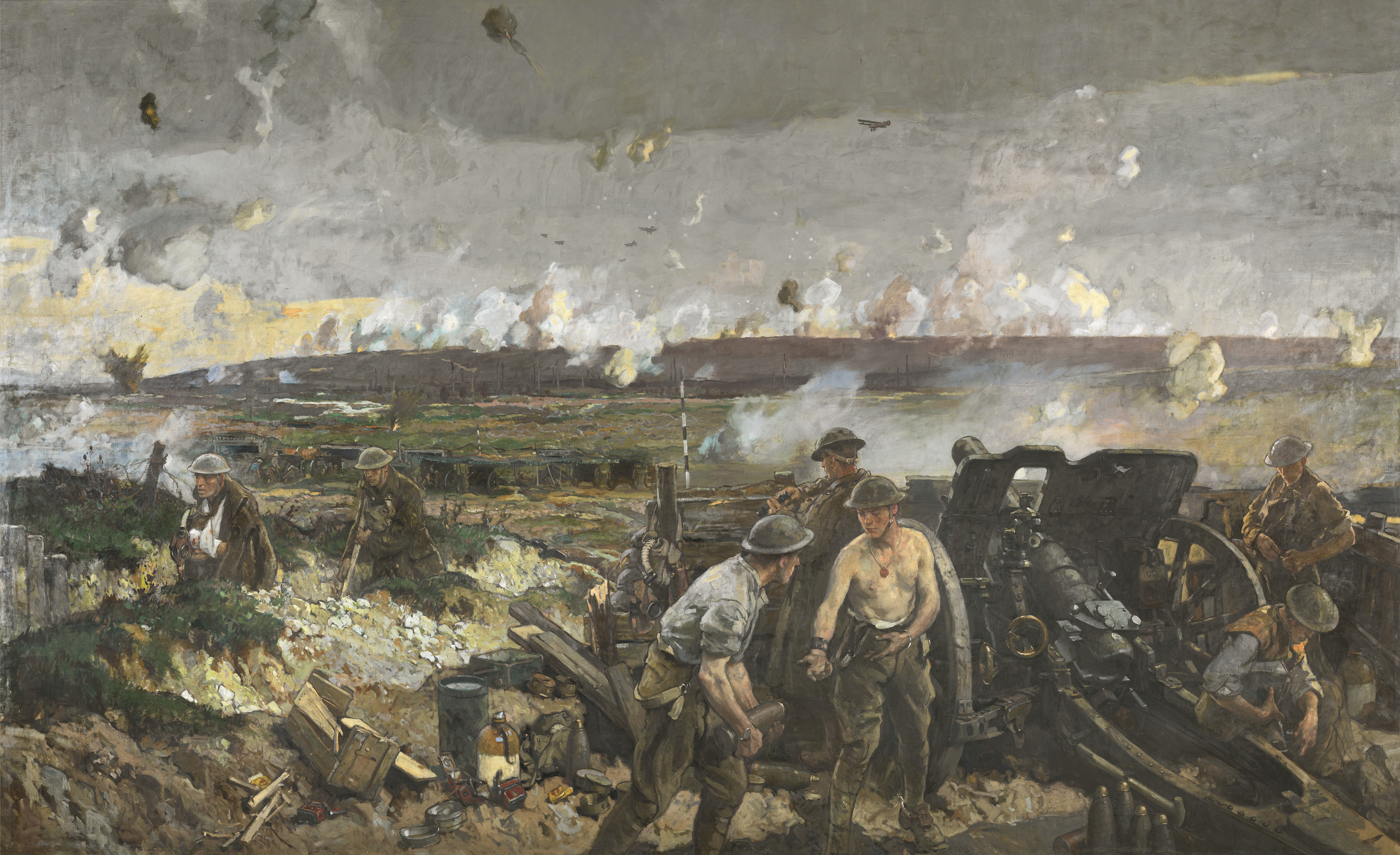
La battaglia del crinale di Vimy, in cui Ironside comandò la 4ª Divisione canadese, durante la prima guerra mondiale

Il corso biennale di Ironside allo Staff College, che trovò poco stimolante, venne interrotto dallo scoppio della prima guerra mondiale nell'agosto 1914; il 5 agosto venne confermato nella sua nomina a capitano di stato maggiore ed assegnato a Boulogne-sur-Mer e poi a St. Nazaire, entrambe grandi basi dell'esercito che supportavano la British Expeditionary Force (BEF). Secondo alcuni resoconti, fu uno dei primi ufficiali britannici ad arrivare in Francia. venne promosso a maggiore e assegnato alla 6ª Divisione alla fine di ottobre 1914, classificato come General Staff Officer, Grado 3 (GSO3).
Venne promosso a tenente colonnello temporaneo e nominato GSO1 nel marzo 1916. Si aspettava di essere nominato GSO1 – Divisional Chief of Staff – alla 6ª Divisione, ma con sua sorpresa venne assegnato alla 4th Canadian Division di recente formazione. Ironside spinse per un duro regime di addestramento, con l'intenzione di portare la divisione al fronte il più rapidamente possibile e impedire che venisse smantellata per alimentare rinforzi alle altre tre divisioni del Canadian Corps. A causa dell'inesperienza del comandante della divisione, il maggiore generale David Watson - un soldato volontario con poca esperienza professionale - si trovò quasi a comandare la divisione in alcune occasioni, notando nelle sue memorie che Watson regolarmente autorizzava gli ordini di Ironside a suo nome. Al suo arrivo in Francia alla fine del 1916, la divisione partecipò alla fine della battaglia della Somme, prima di essere spostata a nord per prepararsi all'attacco al crinale di Vimy . Durante la fase finale dei combattimenti a Vimy, a Ironside venne nuovamente richiesto di assumere il comando non ufficiale della divisione, annullando un ordine ambiguo di Watson - che era fuori contatto al quartier generale - di fermare l'attacco e ordinando personalmente la guida dei battaglioni in azione.
Rimase con la divisione fino al 1917, quando combatté nella battaglia di Passchendaele, e nel gennaio 1918 venne nominato a un incarico amministrativo, come comandante della Small Arms School, con il grado di colonnello facente funzione. Tuttavia, tornò rapidamente sul fronte occidentale quando fu nominato al comando della 99ª Brigata come brigadier generale temporaneo alla fine di marzo.

## Russia ed Iran

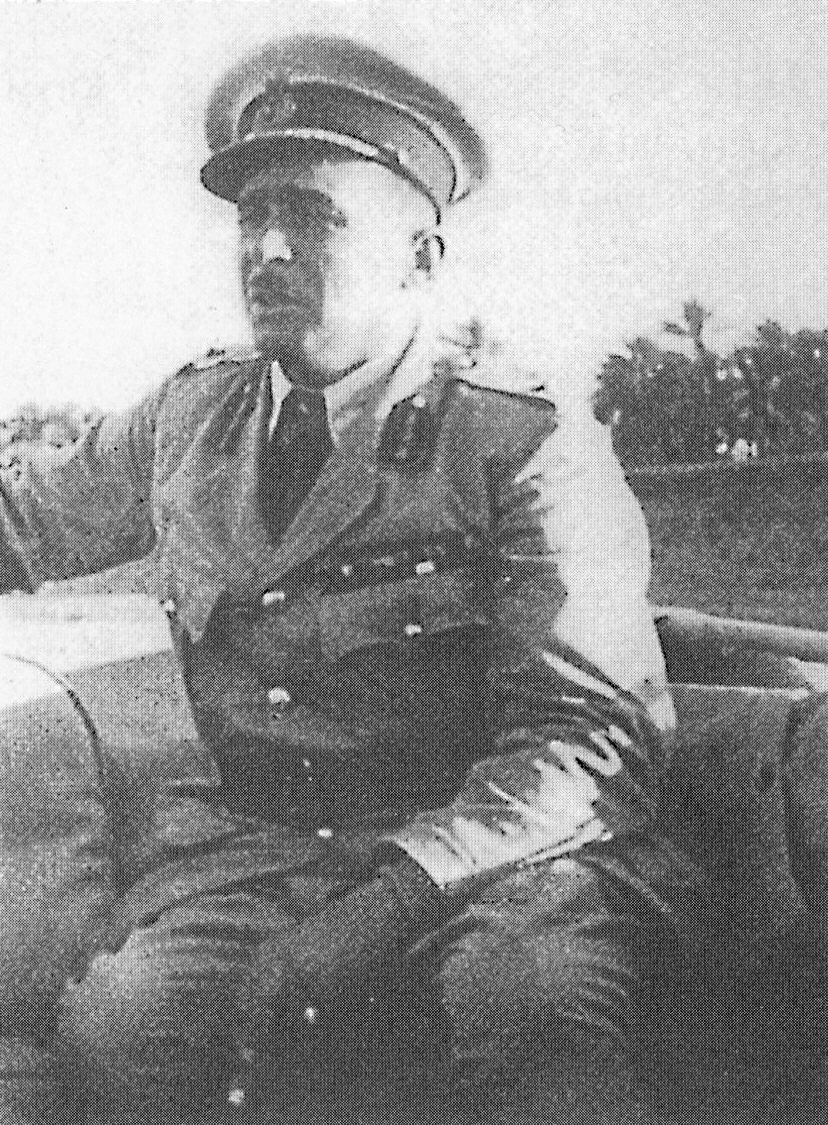
Ironside in Iran nel 1920

Ironside rimase con la 99ª Brigata solo per sei mesi; nel settembre 1918, venne assegnato alla Forza di spedizione alleata che combatteva i bolscevichi nel nord della Russia e in novembre ricevette il comando della forza, mantenendo il suo grado temporaneo di brigadiere generale. Questo fu il suo primo comando indipendente e si lanciò completamente in esso; per oltre un anno viaggiò continuamente lungo la Dvina Settentrionale per mantenere il controllo delle sue forze internazionali sparse, a un certo punto sfuggendo per un pelo all'assassinio. Tuttavia, l'Armata Rossa alla fine riuscì a ottenere una posizione superiore nella guerra civile e alla fine del 1919 venne costretto ad abbandonare l'Armata Bianca al proprio destino. A novembre cedette il comando a Henry Rawlinson, che avrebbe supervisionato l'eventuale ritiro, e tornò in Gran Bretagna. Ironside venne nominato Cavaliere Commendatore dell'Ordine del Bagno, e promosso a sostanziale maggior generale per i suoi sforzi; questo lo rese uno dei più giovani maggior generali dell'esercito britannico.
All'inizio del 1920 comandò una missione militare che supervisionava il ritiro delle forze rumene rimaste in Ungheria dopo la guerra romeno-ungherese del 1919 e in estate venne assegnato alle forze che occupavano İzmit, Turchia, che si preparavano a ritirarsi. Il suo terzo incarico all'estero dell'anno fu in Persia alla fine di agosto, dove - tra le altre cose - nominò Reza Khan (dopo aver estromesso l'ufficiale russo Vsevolod Starosselsky e aver rifiutato la sua posizione offerta da Sardar Homayoun) per comandare l'élite Brigata cosacca; Reza Khan avrebbe successivamente preso il controllo del paese e avrebbe governato come scià dal 1925 al 1941. Il livello preciso del coinvolgimento britannico nel colpo di stato di Reza Khan rimane oggetto di dibattito storico, ma è quasi certo che lo stesso Ironside abbia almeno fornito consigli ai cospiratori. Alla sua partenza dalla Persia nel 1921, lo scià gli conferì l'Ordine del Leone e del Sole.
Dopo la Persia, partecipò alla Conferenza del Cairo, dove Winston Churchill lo convinse a prendere il comando delle forze britanniche appena riorganizzate in Iraq; tuttavia, tornando in Persia ad aprile, l'aereo su cui volava si schiantò e venne riportato a casa per invalidità dopo diversi mesi in ospedale.

## Periodo interbellico
Dopo essersi ripreso dalle ferite con metà stipendio, Ironside tornò in servizio attivo come comandante dello Staff College nel maggio 1922. Vi trascorse un intero mandato di quattro anni, gestendo il college in modo efficiente e pubblicando diversi articoli e un libro sulla battaglia di Tannenberg. Soprattutto per la sua futura carriera, divenne il mentore di J. F. C. Fuller, che contemporaneamente venne nominato professore al College, e divenne uno stretto conoscente di Sir Basil Liddell-Hart. Le opinioni di Fuller furono profondamente influenti su Ironside, che divenne un sostenitore della riforma dell'esercito come forza corazzata d'élite con supporto aereo e della formazione di un unico Ministero della Difesa centrale per controllare i servizi. Egli discusse spesso della necessità di una modernizzazione e di un riarmo più rapidi e del problema dei "vecchi" che ancora riempivano i ranghi superiori dell'esercito; alla fine, venne rimproverato dal capo di stato maggiore imperiale, Sir George Milne.
Dopo Camberley fu nominato comandante della 2nd Division in Inghilterra, un incarico che ricoprì per due anni con scarso effetto o interesse – era frustrato dal compito di addestrare una forza di fanteria senza attrezzature moderne – e poi inviato a comandare il distretto di Meerut, in India, nel 1928. Si godeva la vita in India, ma trovava la situazione militare altrettanto poco interessante; l'equipaggiamento era antiquato, così come gli ufficiali del reggimento e i piani strategici complessivi. Venne promosso a tenente generale nel marzo 1931 e partì per l'Inghilterra a maggio, dove tornò a mezza paga con la sinecura di luogotenente della Torre di Londra. Venne quindi inviato in India come quartiermastro generale nel 1933, dove viaggiò molto, attraversando il paese per visitare i reggimenti e sovrintendere al processo d'indianizzazione. Per tutto questo, però, era il meglio di un brutto lavoro; era ancora lontano dal War Office e incapace di avere un impatto significativo sulla preparazione dell'esercito per una guerra futura.

## La preparazione per la guerra
Tornò a casa nel 1936, recentemente promosso generale a pieno titolo, alla guida dell'Eastern Command, uno dei comandi regionali a livello di corpo d'armata nel Regno Unito, responsabile di una singola divisione regolare e tre divisioni del Territorial Army. Qui, si rese conto che una guerra europea sarebbe arrivata prima piuttosto che dopo e che l'esercito era in uno stato grave per difendere il paese. Tuttavia, scoprì che, come con i suoi incarichi precedenti, poteva ottenere poco nell'Eastern Command: le decisioni più importanti venivano prese a Whitehall. Lui stesso sembrò perdere la sua opportunità per una carica superiore nel 1937, quando venne rimproverato per la sua cattiva gestione di una forza mobile nelle esercitazioni annuali; fino a quel momento, era stato considerato un possibile candidato come capo di stato maggiore imperiale, ma venne escluso dalla considerazione a favore di Lord Gort, che Ironside considerava inadatto al lavoro. Il segretario di Stato per la guerra, Leslie Hore-Belisha, gli diede comunicazione ufficiale che era ritenuto troppo vecchio per il posto, all'età di 57 anni. Pertanto, venne nominato aiutante di campo di Sua Maestà il Re in ottobre, una posizione puramente cerimoniale, e all'inizio del 1938 accettò l'offerta di governatore di Gibilterra, visto generalmente come un ruolo tranquillo dove ritirarsi.
Venne aiutato ad accettare Gibilterra dal suggerimento che, in caso di guerra, avrebbe potuto essere trasferito al comando delle forze in Medio Oriente; poiché riteneva che nessuna forza maggiore potesse essere utilmente inviata in Francia, questo gli sembrò probabilmente essere l'obiettivo principale dell'attenzione britannica durante la guerra. Assunse il governatorato nel novembre 1938 e si dedicò a preparare la colonia alla guerra; qui, finalmente, ebbe carta bianca. Sotto il suo mandato, le difese vennero rafforzate e la guarnigione si preparò per un lungo assedio.
Nel dicembre 1938, solo un mese dopo aver assunto l'incarico, Hore-Belisha aveva iniziato a considerare la possibilità di richiamare Ironside per nominarlo ispettore generale delle forze d'oltremare. La posizione gli dava la responsabilità generale della prontezza delle forze con sede al di fuori del Regno Unito e molti al War Office temevano che potesse interpretarlo come un precursore per ricevere il comando formale del corpo di spedizione allo scoppio della guerra. Tuttavia, dopo qualche dibattito, Hore-Belisha andò avanti e offrì a Ironside l'incarico a maggio, nominando allo stesso tempo un corrispondente ispettore generale delle forze interne, entrambi sotto il comando di Lord Gort. La decisione di richiamare Ironside potrebbe essere stata aiutata dal fatto che Hore-Belisha si affidava particolarmente al consiglio di Liddell Hart, una vecchia conoscenza di Ironside, che stava già iniziando a litigare con Gort.

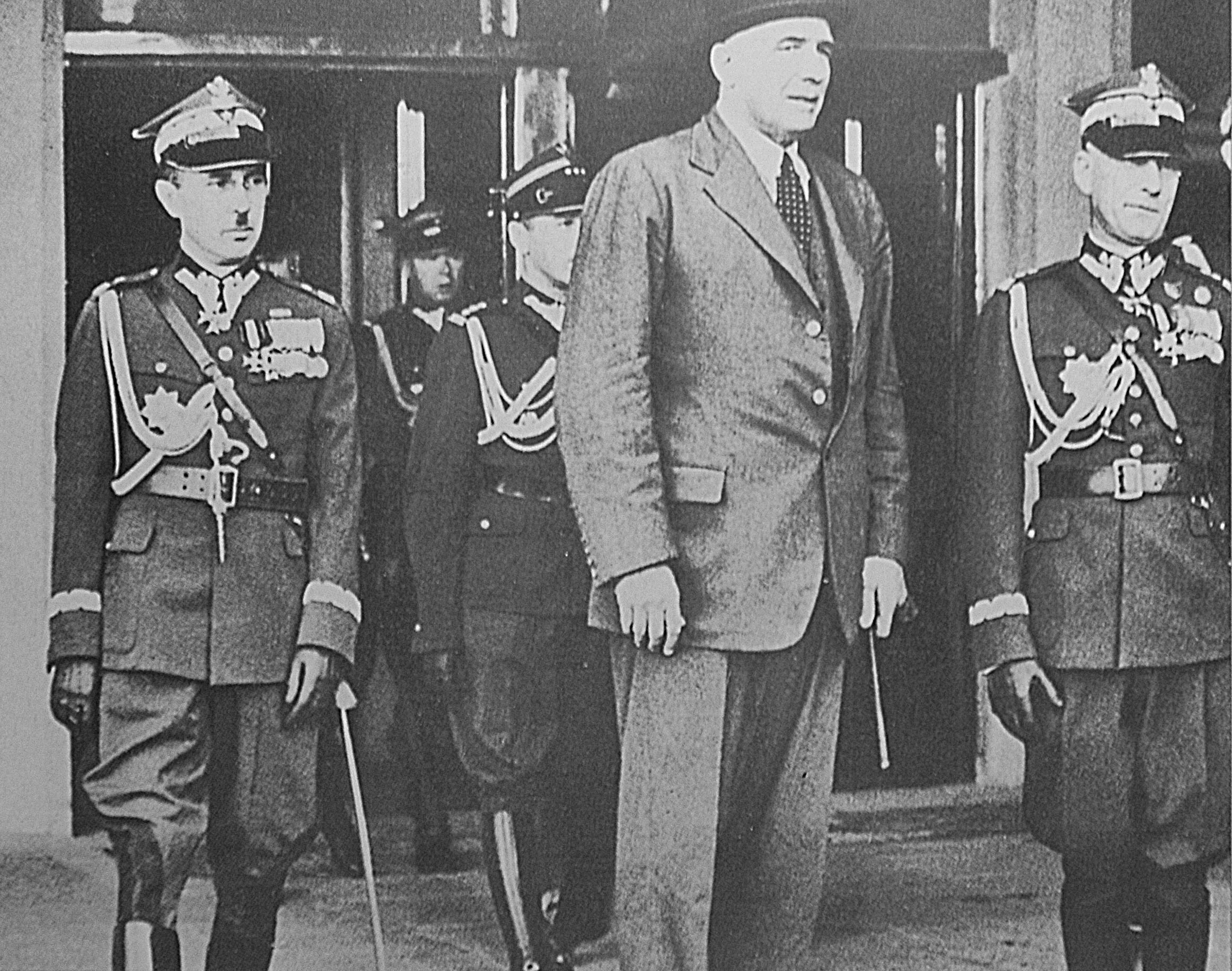
Ironside (al centro) con il capo di stato maggiore polacco Wacław Stachiewicz (a sinistra)

Come previsto, Ironside scelse di interpretare l'incarico come indicante che fosse il presunto comandante in capo e presto iniziò a scontrarsi con Lord Gort sui rispettivi poteri. Mentre Gort era nominalmente nella posizione più alta, Ironside aveva anzianità di grado e una personalità molto più dominante e diversi mesi prima aveva concluso che Gort era "fuori dalla sua portata" come CIGS; è improbabile che abbia mostrato molta deferenza. Egli ricoprì la carica di ispettore per alcuni mesi, visitando la Polonia nel luglio 1939 per incontrare l'Alto Comando polacco. Sebbene i suoi modi comprensivi rassicurassero i polacchi, la visita potrebbe aver involontariamente dato l'impressione che la Gran Bretagna intendesse fornire assistenza militare diretta. Tornò in grado di riferire che era improbabile che il governo polacco provocasse la guerra con la Germania, ma avvertì che il paese sarebbe stato rapidamente invaso e che probabilmente non sarebbe esistito a lungo il fronte orientale. I suoi avvertimenti, tuttavia, vennero ampiamente ignorati.

## Seconda guerra mondiale

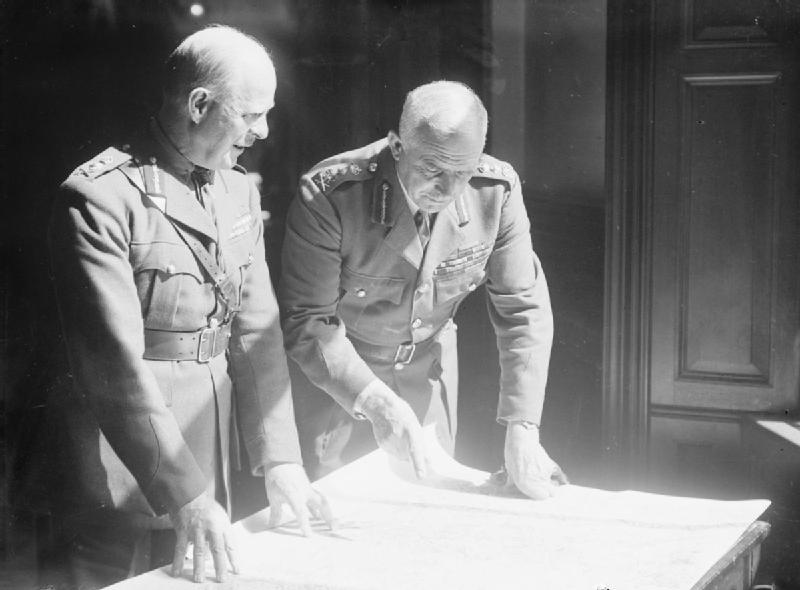
Ironside (a destra) con Lord Gort (a sinistra) al War Office nel 1940.

La sua nomina il 3 settembre 1939 a capo di stato maggiore imperiale (CIGS) fu una sorpresa per Ironside; era stato portato a credere che sarebbe stato nominato comandante in capo della British Expeditionary Force (BEF), e infatti aveva già inviato il suo assistente ad Aldershot per iniziare preparando il suo quartier generale. La riorganizzazione venne guidata politicamente; Hore-Belisha aveva litigato pesantemente con il visconte Gort durante il 1939 e lo scoppio della guerra fornì a Gort un ottimo pretesto per lasciare Whitehall. Ciò lasciò vacante il posto di CIGS e, dopo pesanti pressioni da parte di Churchill, Ironside venne scelto al posto di Sir John Dill, allora comandante generale dell'Aldershot Command.
Come CIGS, Ironside adottò una politica di rapida costituzione di una forza forte in Francia, con l'obiettivo di mettere in campo una ventina di divisioni. Tuttavia, questa forza sarebbe stata ampiamente difensiva, agendo per sostenere l'esercito francese, e mirava ad influenzare il corso della guerra formando una seconda forza forte in Medio Oriente, che sarebbe stata in grado di operare in operazioni periferiche nei Balcani. Sostenne fortemente lo sviluppo di una forza aerea di supporto ravvicinato, preferibilmente sotto il comando dell'esercito, ma allo stesso tempo sostenne che quando sarebbe iniziata un'offensiva tedesca in Occidente, la RAF avrebbe dovuto gettare la sua forza principale nel bombardamento strategico della Ruhr piuttosto che attaccare le unità avanzate.

### Norvegia

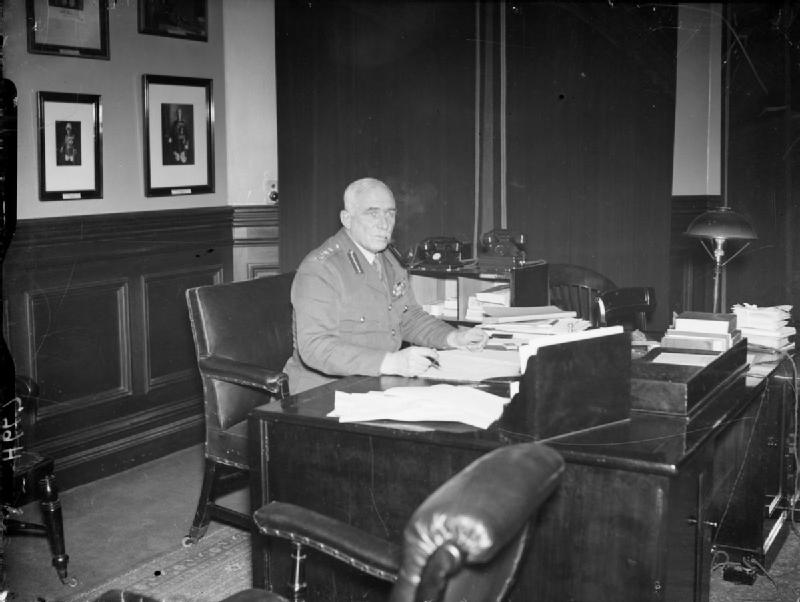
Il generale Sir William Edmund Ironside, capo di stato maggiore imperiale, qui raffigurato alla sua scrivania nel 1939.

L'entusiasmo di Ironside per le operazioni "periferiche" lo portò a piani per l'intervento alleato in Scandinavia; piuttosto che l'approccio limitato di minare semplicemente le acque norvegesi per fermare le spedizioni svedesi di minerale di ferro in Germania, sostenne lo sbarco di una forza forte nel nord della Norvegia e l'occupazione fisica dei giacimenti svedesi. In caso di successo, ciò avrebbe consentito il rifornimento della Finlandia - che allora stava combattendo l'Unione Sovietica ed era vagamente allineata con le forze alleate - così come l'interdizione dell'approvvigionamento di minerali della Germania e avrebbe potuto potenzialmente costringere la Germania a impegnare truppe su un fronte nuovo e geograficamente sfavorevole. Sia Ironside che Churchill sostenevano il piano con entusiasmo, ma incontrò l'opposizione di molti altri ufficiali, incluso Gort - che vedeva le sue forze in Francia esaurite di risorse - e da Cyrill Newall, il capo di stato maggiore dell'Aeronautica.
La pianificazione continuò per tutto l'inverno 1939-1940 e nel marzo 1940 una forza di circa tre divisioni era pronta a salpare. Il 12 marzo, tuttavia, la Finlandia chiese la pace, e la spedizione dovette essere abbandonata.
Dopo l'invasione tedesca della Norvegia nell'aprile 1940 come parte dell'operazione Weserübung, la campagna di Norvegia dell'aprile-giugno 1940 vide significative forze britanniche impegnate in azione per la prima volta nella seconda guerra mondiale. I difetti nel sistema di comando iniziarono rapidamente a manifestarsi. Le riunioni del governo di guerra si trascinarono a lungo con scarso effetto, così come le riunioni dei capi di stato maggiore, entrambe con grande frustrazione di Ironside. Trovò anche difficile far fronte agli sbalzi d'umore di Churchill e all'insistenza sulla microgestione della campagna e tra i due iniziò a crescere un abisso. Il principale contributo di Ironside alla risoluzione della campagna norvegese fu quello di insistere per una ritirata quando la situazione peggiorò e alla fine di aprile promosse l'evacuazione della Norvegia centrale nonostante l'ambivalenza ministeriale.

### La campagna di Francia
Lo stesso Ironside venne inviato in Francia nel maggio 1940 per mantenere i contatti con il BEF e i francesi nel tentativo di fermare l'avanzata tedesca. Non era ben qualificato per questo compito, nutrendo una profonda antipatia e sfiducia per i francesi, che considerava "assolutamente senza scrupoli in tutto". In una conferenza a Lens si scontrò con i generali francesi Billotte e Blanchard, che considerava disfattisti. Egli scrisse: "Ho perso la pazienza e ho scosso Billotte per il bottone della sua tunica. L'uomo è completamente sconfitto." Sebbene Billotte avrebbe dovuto coordinare le operazioni delle armate britannica, francesi e belghe in Belgio, Ironside si occupò personalmente dell'incarico, ordinando a Gort e Blanchard di lanciare un contrattacco contro i tedeschi ad Arras. Questo attacco ottenne un certo successo locale, ma l'assalto tedesco si dimostrò inarrestabile. Il comandante in capo francese, il generale Maxime Weygand, si risentì così tanto delle azioni di Ironside che disse che gli sarebbe piaciuto "prendere a pugni Ironside". Ironside, disperato per la riluttanza dell'esercito francese a combattere, accettò il punto di vista di Gort secondo cui l'evacuazione del BEF era l'unica risposta.

### La difesa interna
Nel suo diario nel pomeriggio del 25 maggio, Ironside scrisse che "ora mi sto concentrando sulla difesa interna [...]. [Il governo] vuole un cambiamento per un uomo ben noto in Inghilterra. Stanno valutando la mia nomina". Quella notte parlò con Churchill, offrendosi di assumere il nuovo incarico, e – sempre dal suo diario:
La sua nomina a Comandante in Capo delle Home Forces venne annunciata al pubblico il 27 maggio, succedendo a Sir Walter Kirke. A Ironside successe come CIGS il suo vice, Sir John Dill. Nel suo nuovo comando, Ironside comandava una forza che ammontava - sulla carta - a quindici divisioni di fanteria territoriale, una singola divisione corazzata, cinquantasette battaglioni di difesa interna e i Local Defense Volunteers (poi Home Guard). Tuttavia, tutti questi erano carenti nell'addestramento e nell'organizzazione, poiché le unità operative erano già state inviate in Francia. Mancavano anche di equipaggiamento; la forza nel suo insieme non aveva quasi artiglieria moderna o cannoni anticarro e la divisione corazzata aveva solo un piccolo numero di carri armati leggeri.
Le carenze dell'equipaggiamento portarono a una generale mancanza di mobilità, che unita al limitato addestramento delle unità significava che pochissimi erano in grado di organizzare contrattacchi offensivi contro una forza d'invasione. Di conseguenza, l'unico modo in cui avrebbero potuto essere praticamente utilizzati sarebbe stato impegnarli in una difesa statica; Ironside pianificò di ritirare costantemente le unità dalla costa e in una riserva mobile centrale, ma ciò non fu possibile fino a quando non vennero addestrate ed equipaggiate per il ruolo. Si gettò nei dettagli della strategia, esponendo i piani per la difesa statica dei punti di forza del villaggio da parte della Home Guard, pattuglie di autoblindo "Ironside" per rafforzare le divisioni e l'artiglieria leggera montata su camion come cacciacarri.
Egli accettò di rilasciare due divisioni per la Second BEF all'inizio di giugno, ma era dubbioso sulla decisione di Churchill di portare a casa truppe dal Medio Oriente e dall'India ; anche dopo la caduta della Francia e il potenziale crollo delle difese in Gran Bretagna, mantenne ancora la sua posizione prebellica secondo cui "[è] essenziale tenere saldamente l'Oriente, qualunque cosa accada qui". A metà giugno, aveva iniziato a raccogliere una scarsa riserva mobile: l'8th RTR, con carri armati di fanteria e sei reggimenti di autoblindo che cominciavano ad addestrarsi – e si stavano preparando i bunker e le difese costiere, sebbene sottolineasse ai comandanti locali che queste ultime "sono intese solo come linee di ritardo e sono intese per dare alle colonne mobili la possibilità di raggiungere i punti minacciati."
La caduta della Francia portò ad un breve intermezzo in cui il governo discusse l'invio di Ironside in missione diplomatica per incontrare Charles Noguès, il comandante francese in Nord Africa e conoscente personale di Ironside, ma decise per trattenerlo in Gran Bretagna ed inviare invece Lord Gort. Il 25 giugno venne convocato al governo di guerra per informarli sui piani per la difesa interna; il suo sistema di difesa in profondità prevedeva:
1. Una "crosta" difensiva lungo la costa, in grado di respingere piccole incursioni, avvisare immediatamente dell'attacco e ritardare eventuali sbarchi.
2. Blocchi stradali della Home Guard agli incroci, nelle valli e in altri punti di strozzatura, per impedire alle colonne corazzate tedesche di penetrare nell'entroterra.
3. Linee di arresto fortificate statiche che isolassero le Midlands e Londra dalla costa e dividessero l'area costiera in settori difendibili
4. Una riserva centrale delle dimensioni di un corpo d'armata per far fronte ad uno sfondamento importante
5. Colonne mobili locali per far fronte ad attacchi locali e ad atterraggi con paracadute

Il piano venne "nel complesso" approvato dal governo e dai capi di stato maggiore nel corso della settimana. Era chiaro nei suoi diari che vedeva l'attenzione statica come un'opzione indesiderabile - "[l'eterna] predicazione della difensiva e nascondersi dietro articoli anticarro è stata la maledizione delle nostre tattiche", ma che era l'unico modo pratico per utilizzare forze non addestrate e mal equipaggiate. All'inizio di luglio, era ottimista sul fatto che più truppe presto sarebbero state ritirate dalle posizioni statiche e utilizzate in un ruolo mobile, con la Home Guard che avrebbe assunto le difese locali, ma resistette con forza agli ordini di Churchill di ritirare le divisioni dalle aree costiere prima che potessero essere effettivamente sostituite.
Tuttavia, le critiche al "piano Ironside" si manifestarono presto. Il 26 giugno (solo un giorno dopo l'approvazione del piano) in una riunione dei vice capi di stato maggiore, il maresciallo dell'aeronautica Richard Peirse sottolineò che molti dei principali aeroporti operativi della RAF sarebbero stati invasi da un invasore prima che raggiungessero la linea di fermata principale di Ironside, la "GHQ Line". La conclusione dell'incontro fu che il piano era "completamente malsano". Sebbene Ironside riuscisse a placare i capi di stato maggiore, il malcontento tra i suoi subordinati cresceva; un comandante di divisione scrisse: "siamo diventati pazzi dei bunker". C'era una diffusa preoccupazione che le truppe passassero il loro tempo a costruire difese piuttosto che all'addestramento di cui avevano un disperato bisogno. Un altro critico fu il maggior generale Bernard Montgomery, che in seguito scrisse di trovarsi "in completo disaccordo con l'approccio generale alla difesa della Gran Bretagna" e si rifiutò di applicarlo. Quando Churchill visitò la 3ª Divisione fanteria di Montgomery il 2 luglio, egli descrisse al primo ministro come la sua divisione, che era completamente equipaggiata tranne che per il trasporto, potesse essere trasformata in una formazione mobile mediante la requisizione di autobus municipali, in grado di colpire le teste di ponte nemiche piuttosto che distendersi lungo la costa come ordinato. La credibilità di Ironside non venne migliorata dalla sua associazione con "Boney" Fuller, membro anziano dell'Unione Britannica dei Fascisti. Infine, il 17 luglio, Churchill fece un lungo viaggio con il tenente generale Alan Brooke, comandante del Southern Command, le cui opinioni sulla creazione di riserve mobili tenute vicine a possibili siti di sbarco erano conformi alle sue.
Il 19 luglio, Ironside venne convocato al War Office e informato che sarebbe stato sostituito da Brooke come C-in-C Home Forces, con effetto immediato. La ragione formale era che il governo desiderava avere al comando qualcuno con una recente esperienza di combattimento e Ironside accettò con garbo le dimissioni: "Ero abbastanza preparato per essere rilasciato. Avevo fatto del mio meglio [...]. Non posso lamentarmi. I governi devono prendere decisioni in tempi di tensione. Non credo che a Winston piacesse farlo, perché è sempre fedele ai suoi amici." Al suo arrivo al quartier generale delle Home Forces, Brooke rimase sbalordito dal fatto che Ironside non fosse rimasto ad informarlo della situazione; né gli aveva lasciato alcun biglietto tranne un breve promemoria per dire che aveva fatto in modo che Brooke usasse la sua macchina di stato maggiore.

## Il congedo e le opere
Alla fine di agosto, un mese e mezzo dopo le sue dimissioni da Comandante in Capo delle Forze Interne, Ironside venne nominato feldmaresciallo. Venne elevato alla nobiltà nel New Year Honours, il 29 gennaio 1941, come "Barone Ironside d'Arcangelo e d'Ironside nella contea di Aberdeen" e si ritirò a Morley Old Hall nel Norfolk con la sua famiglia. Non ricevette mai un altro incarico militare e, ostracizzato dall'establishment dell'esercito, visitò raramente Londra e non parlò mai alla Camera dei lord.
Si dedicò a tenere conferenze e scrivere libri, incluso uno studio sulla spedizione d'Arcangelo, e coltivare le sue proprietà nel Norfolk. Dopo quasi due decenni in pensione, sopravvissuto a un incidente di guida, rimase ferito in una caduta a casa sua; venne portato al Queen Alexandra Military Hospital di Londra dove morì il 22 settembre 1959, all'età di 79 anni. La sua bara venne scortata all'Abbazia di Westminster con tutti gli onori militari e venne sepolto vicino a casa sua ad Hingham (Norfolk). È commemorato da una targa commemorativa nella cripta della Cattedrale di San Paolo.
Ironside ha tenuto un diario per tutta la vita, iniziando come subalterno all'inizio del secolo, con l'obiettivo di mantenere un chiaro ricordo di ciò che era accaduto durante il giorno e permettergli di riflettere sugli eventi della giornata. Questi vennero scritti direttamente in volumi rilegati protocollo, una pagina o più al giorno, ogni notte; nel corso della sua vita, totalizzò circa dodici volumi e la maggior parte di un milione di parole. Non chiese che questi fossero distrutti alla sua morte, sebbene il loro contenuto fosse talvolta piuttosto controverso, ma scrisse un testamento - nel 1930 - chiedendo che non fossero pubblicati. Alla fine degli anni '50, tuttavia, un ex collega lo convinse a consentire la pubblicazione di estratti come parte di un resoconto della corsa alla seconda guerra mondiale, sebbene morì poco prima che fosse stampato. Questo testo venne pubblicato come The Ironside Diaries: 1937-1940, a cura del colonnello Roderick Macleod e di Denis Kelly, nel 1962; il materiale venne selezionato dal maggio 1937 fino al suo congedo nel giugno 1940 e pubblicato come annotazioni giornaliere numerate con note editoriali.
Un secondo volume, High Road to Command: the diaries of Major-General Sir Edmund Ironside, 1920-1922, venne pubblicato nel 1972, a cura di suo figlio; questo copriva il periodo dal 1920 al 1922, durante il suo servizio in Medio Oriente. Il libro venne assemblato da Ironside poco prima della sua morte e, pur attingendo molto ai diari, venne scritto in una forma narrativa più convenzionale piuttosto che come un rigoroso resoconto quotidiano, con commenti editoriali ridotti al minimo.

## Onorificenze
Medagliere:
- Cavaliere di Gran Croce dell'Ordine del Bagno (GCB) nel 1938 King's Birthday Honours (9 giugno 1938);[82] (KCB: 1 agosto 1919[83])
- Compagno dell'Ordine di San Michele e San Giorgio (CMG) il 1º gennaio 1918.[84]
- Compagno del Distinguished Service Order (DSO), nel 1915 King's Birthday Honors (23 giugno 1915).[85]
- Cavaliere del Venerabile Ordine di San Giovanni nel giugno 1939.[86]
- Menzione nei dispacci (10 settembre 1901, 4 dicembre 1914, 22 giugno 1915, 15 giugno 1916, 15 maggio 1917, 11 dicembre 1917, 20 dicembre 1918, 21 maggio 1920)
- Queen's South Africa Medal (fermagli: Colonia del Capo, Stato Libero d'Orange, Transvaal)
- King's South Africa Medal (fermagli: Sud Africa 1901, Sud Africa 1902)
- 1914 Star
- British War Medal
- Victory Medal
- General Service Medal (1918). Fermaglio Persia nord-occidentale
- Virtuti Militari (Polonia)
- Croce di San Giorgio (Russia)
- Cavaliere dell'Ordine di Sant'Anna (Russia)
- Ordine del Leone e del Sole (Persia, 1921)
- Ordine del Sol Levante, 3ª classe (6 febbraio 1922, Giappone).[87]
- Grand Croix de la Légion d'Honneur nel 1946 (Francia), già ufficiale.[84]
- Croix de Guerre avec Palme (Francia).[84]
- Ordine di San Vladimiro (Russia)[84]
- Barone Ironside d'Arcangelo e d'Ironside nella contea di Aberdeen, nel 1941 New Year Honours (29 gennaio 1941).[77]

### Articoli
- John C. Cairns, Ironside, (William) Edmund, first Baron Ironside (1880–1959), in Dictionary of National Biography, Oxford University Press, settembre 2004, DOI:10.1093/ref:odnb/34113. URL consultato il 14 gennaio 2008.
- Brian Holden Reid, Fuller, John Frederick Charles (1878–1966), in Dictionary of National Biography, Oxford University Press, settembre 2009, DOI:10.1093/ref:odnb/33290. URL consultato il 24 dicembre 2009.
- Harold Nicolson, Ironside, in Foreign Affairs, vol. 18, n. 4, 1940,  pp. 671–679, DOI:10.2307/20029035, JSTOR 20029035.

### Fonti primarie e secondarie
Dispacci ufficiali
- Operazioni effettuate dalle Forze Alleate sotto il mio Comando nel periodo dal 1º ottobre 1918 all'11 agosto 1919
  - in (EN) The London Gazette (PDF), n. 31850, 2 aprile 1920.
- Operazioni effettuate dalle forze alleate sotto il mio comando nel periodo dall'11 agosto 1919 al 27 settembre 1919.
  - in (EN) The London Gazette (PDF), n. 31850, 2 aprile 1920.

Libri
- Feldmaresciallo Lord Alan Brooke, Diari di guerra 1939–1945, a cura di Daniel Todman, Phoenix Press, 2001, ISBN 1-84212- 526-5.
- Brian Bond, Ironside, in Churchill's Generals, Abacus, 1999, ISBN 0-349-11317-3.
- Brian Bond, Gort, in Churchill's Generals, Abacus, 1999, ISBN 0-349-11317-3. *  James Eastwood, Generale Ironside, Pilot Press, 1940.
- Tony Heathcote, The British Field Marshals 1736–1997, Pen & Sword, 1999, ISBN 0-85052-696-5.
- Edmund Ironside, The Ironside Diarys, 1937–1940, Constable, 1962, ISBN 0-8371-7369-8.
- Edmund Ironside, High Road to Command: The Diarys of Major-Gen. Sir Edmund Ironside 1920–1922, Leo Cooper, 1972, ISBN 978-0750963794.
- Edmund Ironside, Ironside: The Authorised Biography of Field Marshal Lord Ironside, The History Press, 2018, ISBN 978-0850520774.
- Julian Jackson, The Fall of France, Oxford University Press, 2003, ISBN 0-19-280300-X.
- Leo McKinstry, Operazione Sealion, John Murray, 2014, ISBN 978-1-84854-704-9.
- Anita J. Prażmowska, Britain, Poland and the Eastern Front, 1939, Cambridge University Press, 2004, ISBN 0-521-52938-7.
- Peter Quinlivian, Forgotten Valour: The Story of Arthur Sullivan VC, Sydney, New Holland, 2006, ISBN 978-1-74110-486-8.
- Andrew Soutar, With Ironside in North Russia, Hutchinson, 1940.
- Damien Wright, Churchill's Secret War with Lenin: British and Commonwealth Military Intervention in the Russian Civil War, 1918-20, Solihull, Helion, 2017, ISBN 978-1911512103.

Altro
- David John Newbold, BRITISH PLANNING AND PREPARATIONS TO RESIST INVASION ON LAND, SEPTEMBER 1939 – SEPTEMBER 1940, su kclpure.kcl.ac.uk, King's College, Università di Londra. URL consultato il 1º agosto 2015.